# Zaczerniowate
Zaczerniowate, melastomowate (Melastomataceae Juss.) – rodzina roślin należąca do rzędu mirtowców. Należy do niej 188 rodzajów z blisko 5 tysiącami gatunków (najbardziej zróżnicowana gatunkowo rodzina rzędu). Rośliny te występują głównie w tropikach na całym świecie, najczęściej w wilgotnych lasach równikowych, ale też w formacjach lasów suchych, przedleśnych, a w górach w strefie alpejskiej. Centrum zróżnicowania rodziny jest strefa tropikalna Ameryki Środkowej i Południowej, gdzie występuje 3/4 gatunków. Najdalej na północ, po strefę klimatu umiarkowanego (wschodnia część Ameryki Północnej) sięga rodzaj Rhexia. Poza tym przedstawiciele tej rodziny sięgają strefy umiarkowanej w południowej Brazylii i we wschodniej Azji (Chiny i Japonia). 
Mimo wielkiego zróżnicowania i rozpowszechnienia tej rodziny stosunkowo niewielu jej przedstawicieli ma znaczenie ekonomiczne. Jadalnych owoców dostarczają takie gatunki jak: Melastoma malabathricum, różne gatunki z rodzajów Bellucia, Blakea, Miconia, Heterotrichum, Mouriri i in. Gospodarczo wykorzystywana jest Rhexia virginica z bulwami korzeniowymi. Z liści Memecylon edule uzyskuje się żółty barwnik. Szereg gatunków drzewiastych dostarcza wartościowego drewna. Dość liczne gatunki uprawiane są jako ozdobne, w klimacie umiarkowanym uprawiane w oranżeriach i domach (np. medinilla wspaniała, Tibouchina, Bertolonia). Niektóre gatunki dziczejące z upraw stały się problematycznymi gatunkami inwazyjnymi, zwłaszcza na wyspach Oceanu Indyjskiego i Spokojnego. Rośliny z tej rodziny odgrywają istotną rolę w identyfikacji siedlisk i typologii lasów w Amazonii.

## Morfologia
PokrójByliny, krzewy, drzewa (do ponad 20 m wysokości) i pnącza. Zwykle są to rośliny naziemne, część przedstawicieli rośnie jednak także jako epifity  i rośliny wodne.
LiścieZwykle naprzeciwległe, rzadziej w okółkach, pojedyncze i pozbawione przylistków. Blaszka jest całobrzega lub piłkowana. Charakterystyczna jest łukowate użyłkowanie, przy czym 3-9 nerwów u nasady połączonych jest gęstą siecią nerwów bocznych.
KwiatyZwykle okazałe, barwne i pachnące, skupione w kwiatostany wierzchotkowe tworzące wiechy, kłosy, baldachy, pęczki, rzadziej wyrastają pojedynczo. Podsadki kwiatostanowe są często okazałe, barwne i trwałe, podobnie jak naprzeciwległe przysadki wspierające kwiaty. Kwiaty są promieniste z wyjątkiem specyficznie grzbiecistego pręcikowia. Kielich i korona kwiatu ustawione są na skraju kubkowatego dna kwiatowego i składają się najczęściej z czterech lub pięciu członów wolnych (działki czasem zrastają się w różnym stopniu). Pręcików zwykle jest dwa razy tyle co płatków, czyli 8 lub 10, rzadziej są bardziej liczne (do 96) lub mniej. Specyficzna jest ich budowa – pylniki wyposażone są bowiem w "przyczepkę" o bardzo zmiennym kształcie u różnych gatunków. Występują zarówno pręciki płodne, jak i wyposażone w płony pyłek, służące tylko do kuszenia owadów zapylających. Zalążnia jest dolna lub wpół dolna (rzadko górna) i tworzona przez cztery lub pięć (rzadko 3 lub więcej – do 14) zrośniętych owocolistków. Pojedyncza szyjka słupka zwieńczona jest drobnym, główkowatym lub ściętym znamieniem.
OwoceSuche lub mięsiste, pękające lub nie, torebki i jagody.

## Systematyka
Pozycja według APWeb (aktualizowany system APG IV z 2016)
Rodzina siostrzana wobec kladu obejmującego Crypteroniaceae, Alzateaceae i Penaeaceae w obrębie rzędu mirtowców Myrtales.
|  | Onagraceae – wiesiołkowate |
|  |                            |
|  | Lythraceae – krwawnicowate |
|  |                            |

|  | Myrtaceae – mirtowate |
|  |                       |
|  | Vochysiaceae          |
|  |                       |

|  | Crypteroniaceae                                            |
|  |                                                            |
|  | \| \| Alzateaceae \| \| \| \| \| \| Penaeaceae \| \| \| \| |
|  |                                                            |
|  | Alzateaceae                                                |
|  |                                                            |
|  | Penaeaceae                                                 |
|  |                                                            |

|  | Alzateaceae |
|  |             |
|  | Penaeaceae  |
|  |             |

|  | Crypteroniaceae                                            |
|  |                                                            |
|  | \| \| Alzateaceae \| \| \| \| \| \| Penaeaceae \| \| \| \| |
|  |                                                            |
|  | Alzateaceae                                                |
|  |                                                            |
|  | Penaeaceae                                                 |
|  |                                                            |

|  | Alzateaceae |
|  |             |
|  | Penaeaceae  |
|  |             |

|  | Myrtaceae – mirtowate |
|  |                       |
|  | Vochysiaceae          |
|  |                       |

|  | Crypteroniaceae                                            |
|  |                                                            |
|  | \| \| Alzateaceae \| \| \| \| \| \| Penaeaceae \| \| \| \| |
|  |                                                            |
|  | Alzateaceae                                                |
|  |                                                            |
|  | Penaeaceae                                                 |
|  |                                                            |

|  | Alzateaceae |
|  |             |
|  | Penaeaceae  |
|  |             |

|  | Crypteroniaceae                                            |
|  |                                                            |
|  | \| \| Alzateaceae \| \| \| \| \| \| Penaeaceae \| \| \| \| |
|  |                                                            |
|  | Alzateaceae                                                |
|  |                                                            |
|  | Penaeaceae                                                 |
|  |                                                            |

|  | Alzateaceae |
|  |             |
|  | Penaeaceae  |
|  |             |

|  | Onagraceae – wiesiołkowate |
|  |                            |
|  | Lythraceae – krwawnicowate |
|  |                            |

|  | Myrtaceae – mirtowate |
|  |                       |
|  | Vochysiaceae          |
|  |                       |

|  | Crypteroniaceae                                            |
|  |                                                            |
|  | \| \| Alzateaceae \| \| \| \| \| \| Penaeaceae \| \| \| \| |
|  |                                                            |
|  | Alzateaceae                                                |
|  |                                                            |
|  | Penaeaceae                                                 |
|  |                                                            |

|  | Alzateaceae |
|  |             |
|  | Penaeaceae  |
|  |             |

|  | Crypteroniaceae                                            |
|  |                                                            |
|  | \| \| Alzateaceae \| \| \| \| \| \| Penaeaceae \| \| \| \| |
|  |                                                            |
|  | Alzateaceae                                                |
|  |                                                            |
|  | Penaeaceae                                                 |
|  |                                                            |

|  | Alzateaceae |
|  |             |
|  | Penaeaceae  |
|  |             |

|  | Myrtaceae – mirtowate |
|  |                       |
|  | Vochysiaceae          |
|  |                       |

|  | Crypteroniaceae                                            |
|  |                                                            |
|  | \| \| Alzateaceae \| \| \| \| \| \| Penaeaceae \| \| \| \| |
|  |                                                            |
|  | Alzateaceae                                                |
|  |                                                            |
|  | Penaeaceae                                                 |
|  |                                                            |

|  | Alzateaceae |
|  |             |
|  | Penaeaceae  |
|  |             |

|  | Crypteroniaceae                                            |
|  |                                                            |
|  | \| \| Alzateaceae \| \| \| \| \| \| Penaeaceae \| \| \| \| |
|  |                                                            |
|  | Alzateaceae                                                |
|  |                                                            |
|  | Penaeaceae                                                 |
|  |                                                            |

|  | Alzateaceae |
|  |             |
|  | Penaeaceae  |
|  |             |

|  | Onagraceae – wiesiołkowate |
|  |                            |
|  | Lythraceae – krwawnicowate |
|  |                            |

|  | Myrtaceae – mirtowate |
|  |                       |
|  | Vochysiaceae          |
|  |                       |

|  | Crypteroniaceae                                            |
|  |                                                            |
|  | \| \| Alzateaceae \| \| \| \| \| \| Penaeaceae \| \| \| \| |
|  |                                                            |
|  | Alzateaceae                                                |
|  |                                                            |
|  | Penaeaceae                                                 |
|  |                                                            |

|  | Alzateaceae |
|  |             |
|  | Penaeaceae  |
|  |             |

|  | Crypteroniaceae                                            |
|  |                                                            |
|  | \| \| Alzateaceae \| \| \| \| \| \| Penaeaceae \| \| \| \| |
|  |                                                            |
|  | Alzateaceae                                                |
|  |                                                            |
|  | Penaeaceae                                                 |
|  |                                                            |

|  | Alzateaceae |
|  |             |
|  | Penaeaceae  |
|  |             |

|  | Myrtaceae – mirtowate |
|  |                       |
|  | Vochysiaceae          |
|  |                       |

|  | Crypteroniaceae                                            |
|  |                                                            |
|  | \| \| Alzateaceae \| \| \| \| \| \| Penaeaceae \| \| \| \| |
|  |                                                            |
|  | Alzateaceae                                                |
|  |                                                            |
|  | Penaeaceae                                                 |
|  |                                                            |

|  | Alzateaceae |
|  |             |
|  | Penaeaceae  |
|  |             |

|  | Crypteroniaceae                                            |
|  |                                                            |
|  | \| \| Alzateaceae \| \| \| \| \| \| Penaeaceae \| \| \| \| |
|  |                                                            |
|  | Alzateaceae                                                |
|  |                                                            |
|  | Penaeaceae                                                 |
|  |                                                            |

|  | Alzateaceae |
|  |             |
|  | Penaeaceae  |
|  |             |

|  | Onagraceae – wiesiołkowate |
|  |                            |
|  | Lythraceae – krwawnicowate |
|  |                            |

|  | Myrtaceae – mirtowate |
|  |                       |
|  | Vochysiaceae          |
|  |                       |

|  | Crypteroniaceae                                            |
|  |                                                            |
|  | \| \| Alzateaceae \| \| \| \| \| \| Penaeaceae \| \| \| \| |
|  |                                                            |
|  | Alzateaceae                                                |
|  |                                                            |
|  | Penaeaceae                                                 |
|  |                                                            |

|  | Alzateaceae |
|  |             |
|  | Penaeaceae  |
|  |             |

|  | Crypteroniaceae                                            |
|  |                                                            |
|  | \| \| Alzateaceae \| \| \| \| \| \| Penaeaceae \| \| \| \| |
|  |                                                            |
|  | Alzateaceae                                                |
|  |                                                            |
|  | Penaeaceae                                                 |
|  |                                                            |

|  | Alzateaceae |
|  |             |
|  | Penaeaceae  |
|  |             |

|  | Myrtaceae – mirtowate |
|  |                       |
|  | Vochysiaceae          |
|  |                       |

|  | Crypteroniaceae                                            |
|  |                                                            |
|  | \| \| Alzateaceae \| \| \| \| \| \| Penaeaceae \| \| \| \| |
|  |                                                            |
|  | Alzateaceae                                                |
|  |                                                            |
|  | Penaeaceae                                                 |
|  |                                                            |

|  | Alzateaceae |
|  |             |
|  | Penaeaceae  |
|  |             |

|  | Crypteroniaceae                                            |
|  |                                                            |
|  | \| \| Alzateaceae \| \| \| \| \| \| Penaeaceae \| \| \| \| |
|  |                                                            |
|  | Alzateaceae                                                |
|  |                                                            |
|  | Penaeaceae                                                 |
|  |                                                            |

|  | Alzateaceae |
|  |             |
|  | Penaeaceae  |
|  |             |

Pozycja w systemie Reveala (1993–1999)
Gromada okrytonasienne (Magnoliophyta Cronquist), podgromada Magnoliophytina Frohne & U. Jensen ex Reveal, klasa Rosopsida Batsch, podklasa różowe (Rosidae Takht.), nadrząd Myrtanae Takht., rząd mirtowce (Myrtales Rchb.), podrząd Myrtinae Burnett., rodzina zaczerniowate (Melastomataceae Juss.).
Podział na podrodziny i rodzaje

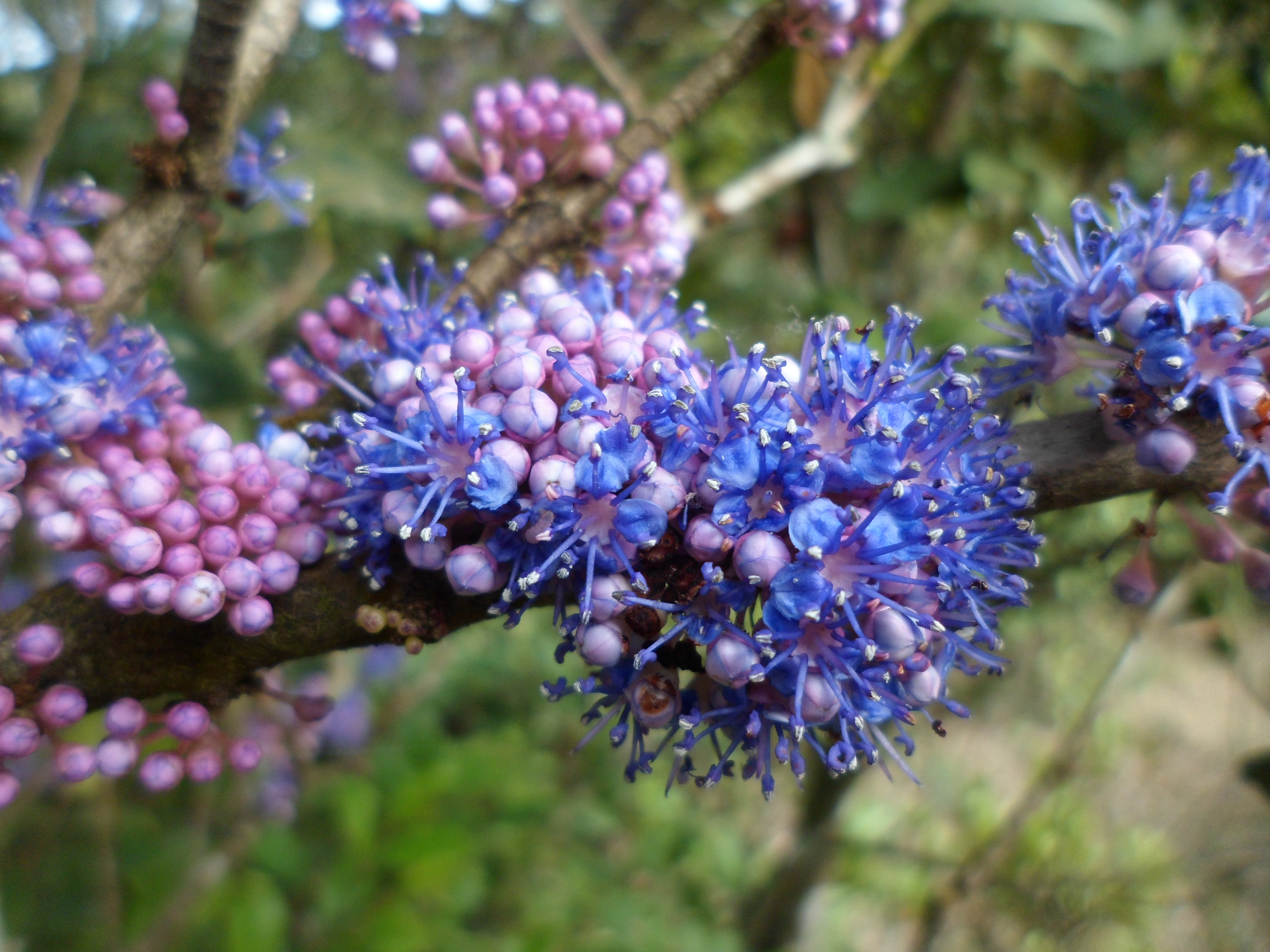
Kwiaty Memecylon umbellatum

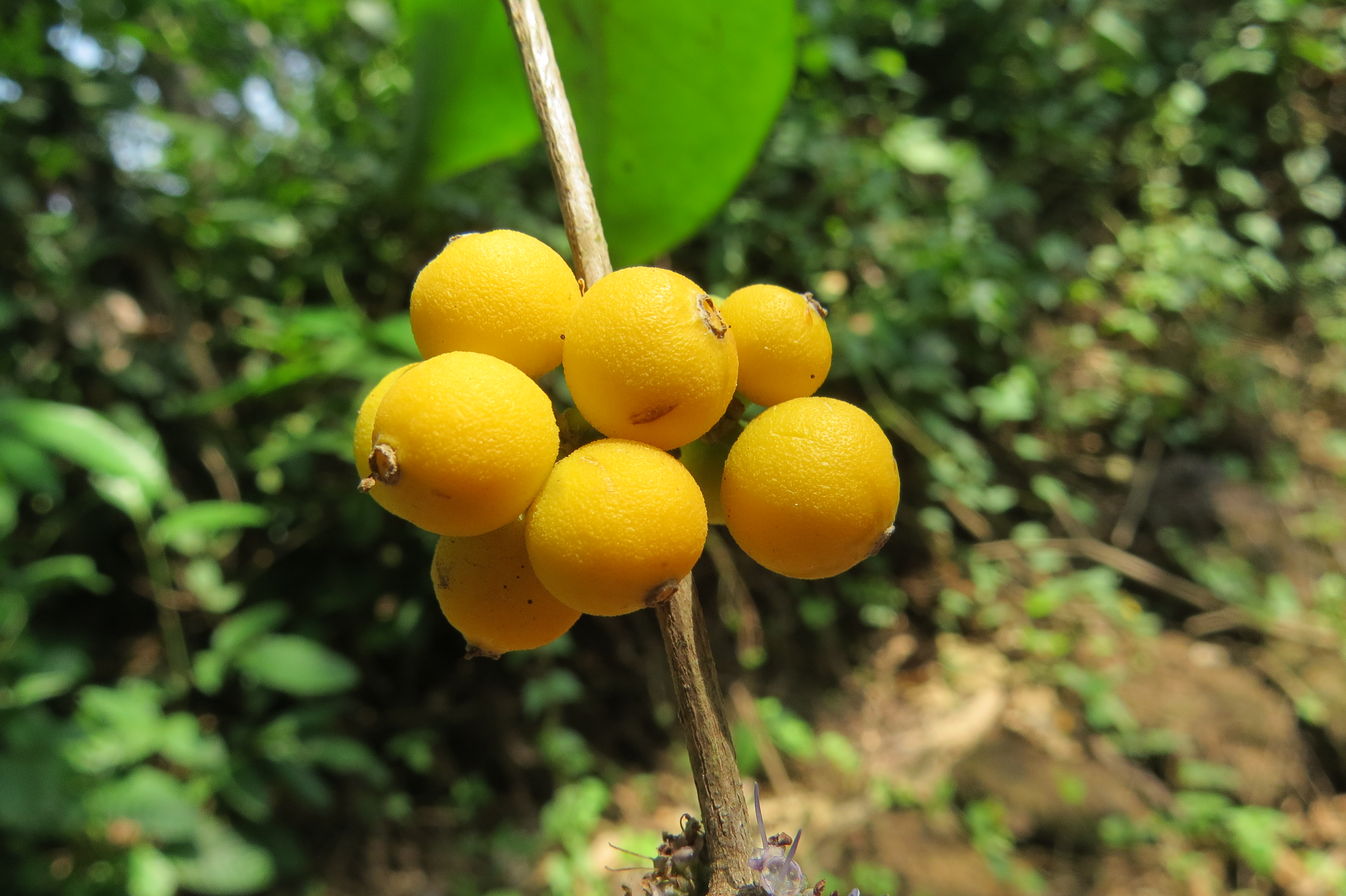
Owoce Memecylon talbotianum

Podrodzina Olisbeoideae Burnett – obejmuje 6 rodzajów z 435 gatunkami, najliczniejsze w gatunki są rodzaje Memecylon i Mouriri.
- Lijndenia Zoll. & Moritzi
- Memecylon L. – szafraniec[3]
- Mouriri Aublet
- Spathandra Guill. & Perr.
- Votomita Aubl.
- Warneckea Gilg

Podrodzina Melastomatoideae Seringe – obejmuje 182 rodzaje z 4475 gatunkami.
- Acanthella Bentham & J. D. Hooker
- Aciotis D. Don
- Acisanthera P. Browne
- Adelobotrys de Candolle
- Allomaieta Gleason
- Allomorphia Blume
- Alloneuron Pilger
- Amphiblemma Naudin
- Amphitoma Gleason
- Amphorocalyx Baker

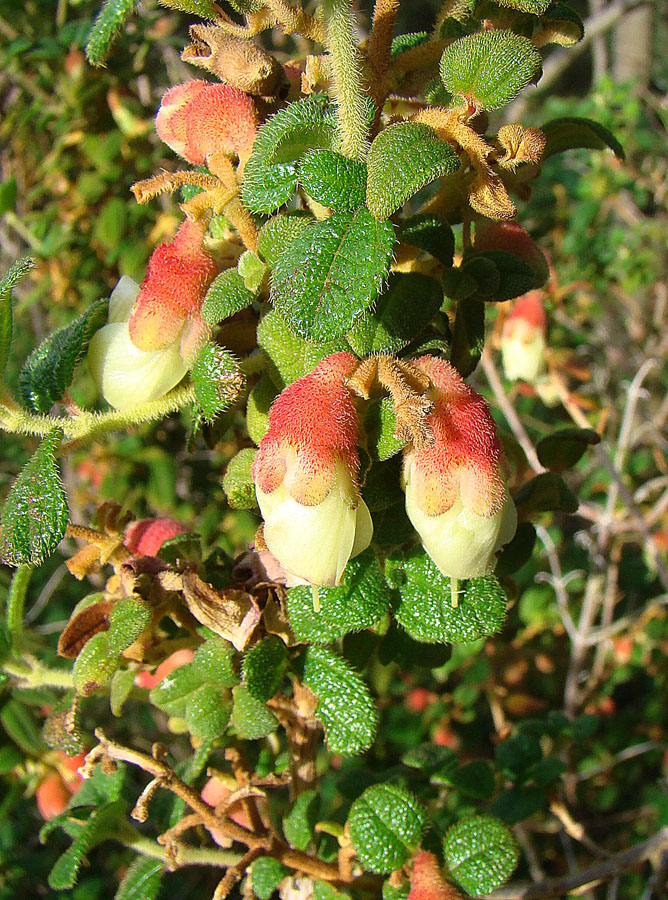
Brachyotum ledifolium

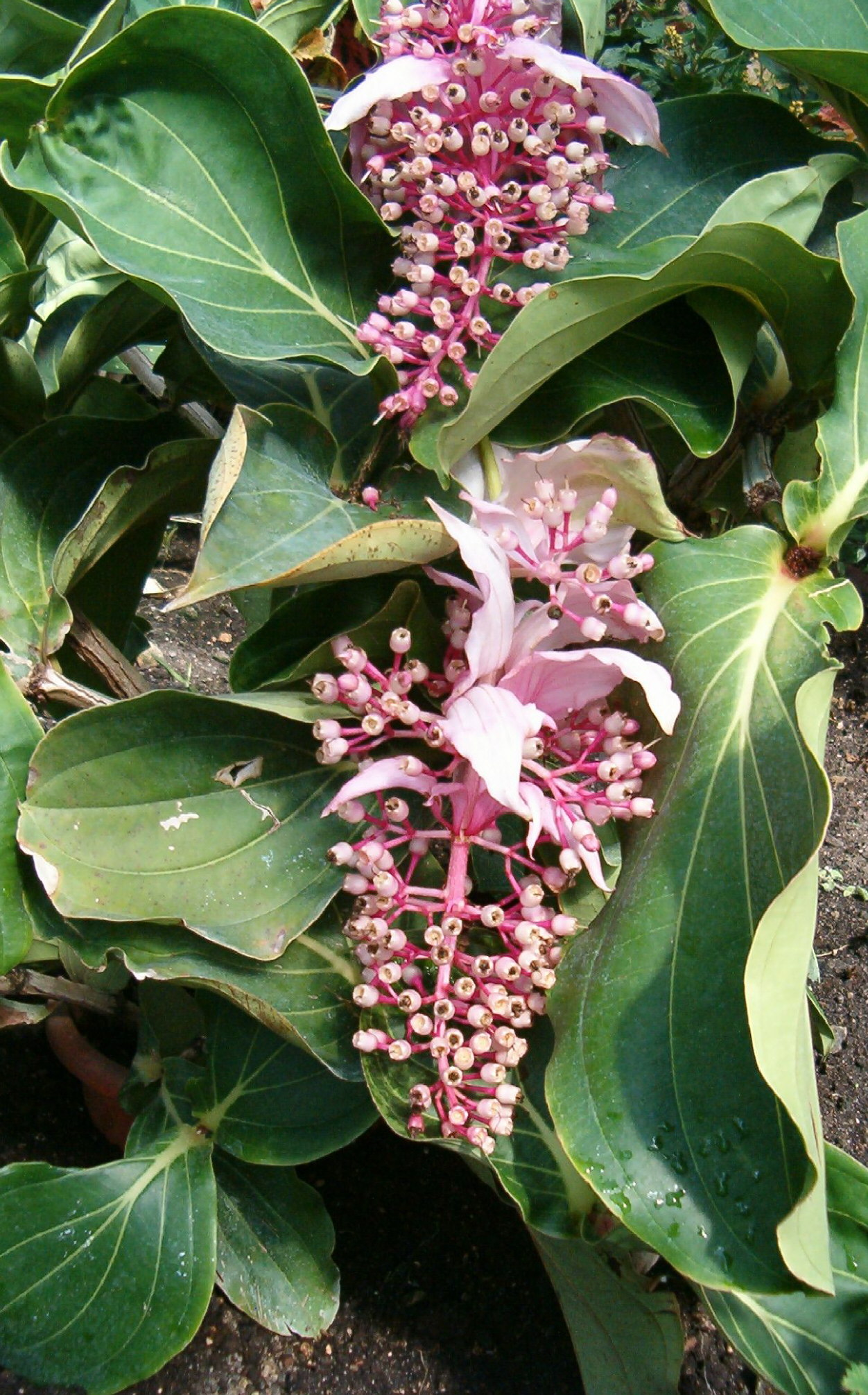
Medinilla wspaniała

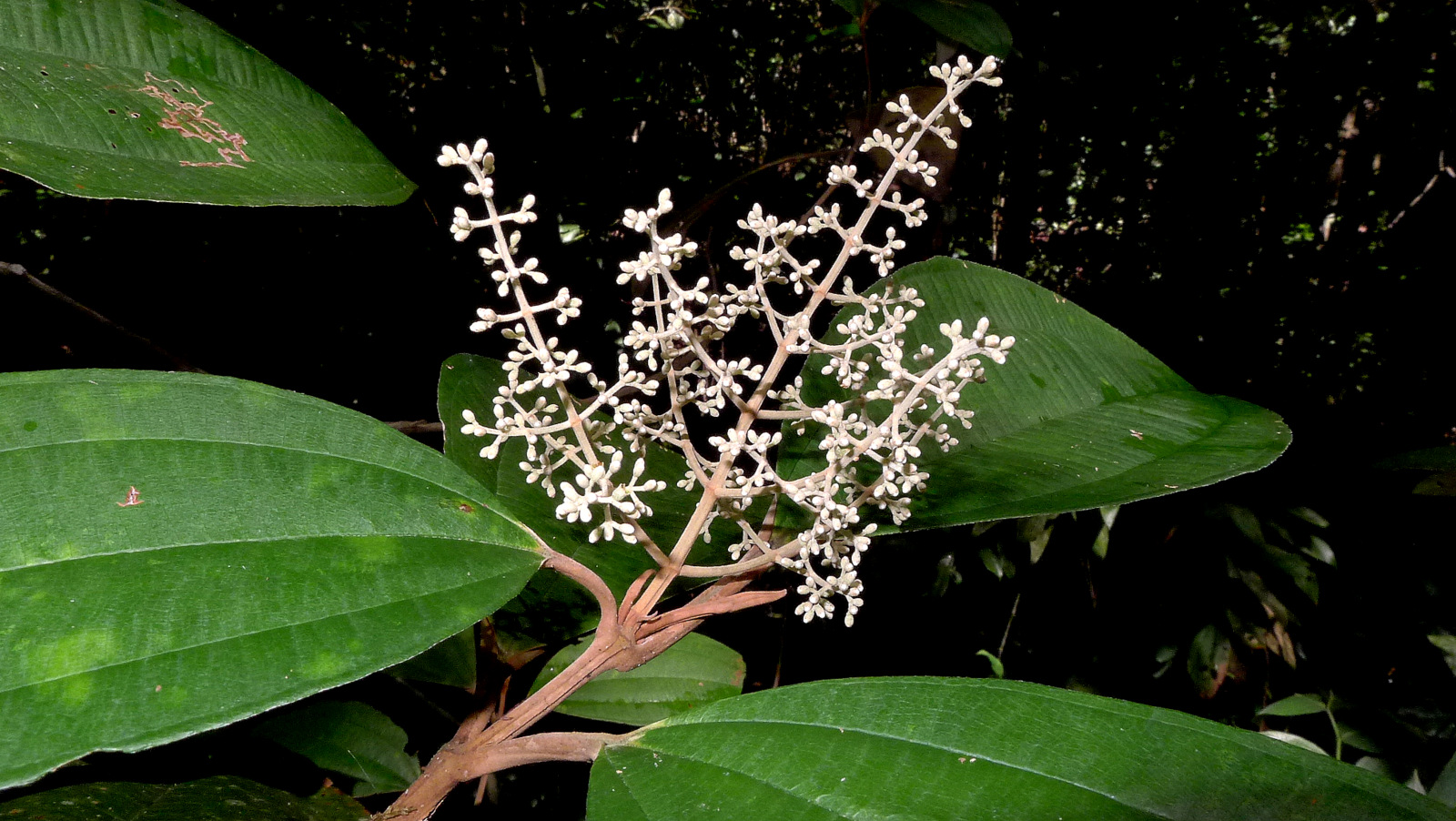
Miconia hypoleuca

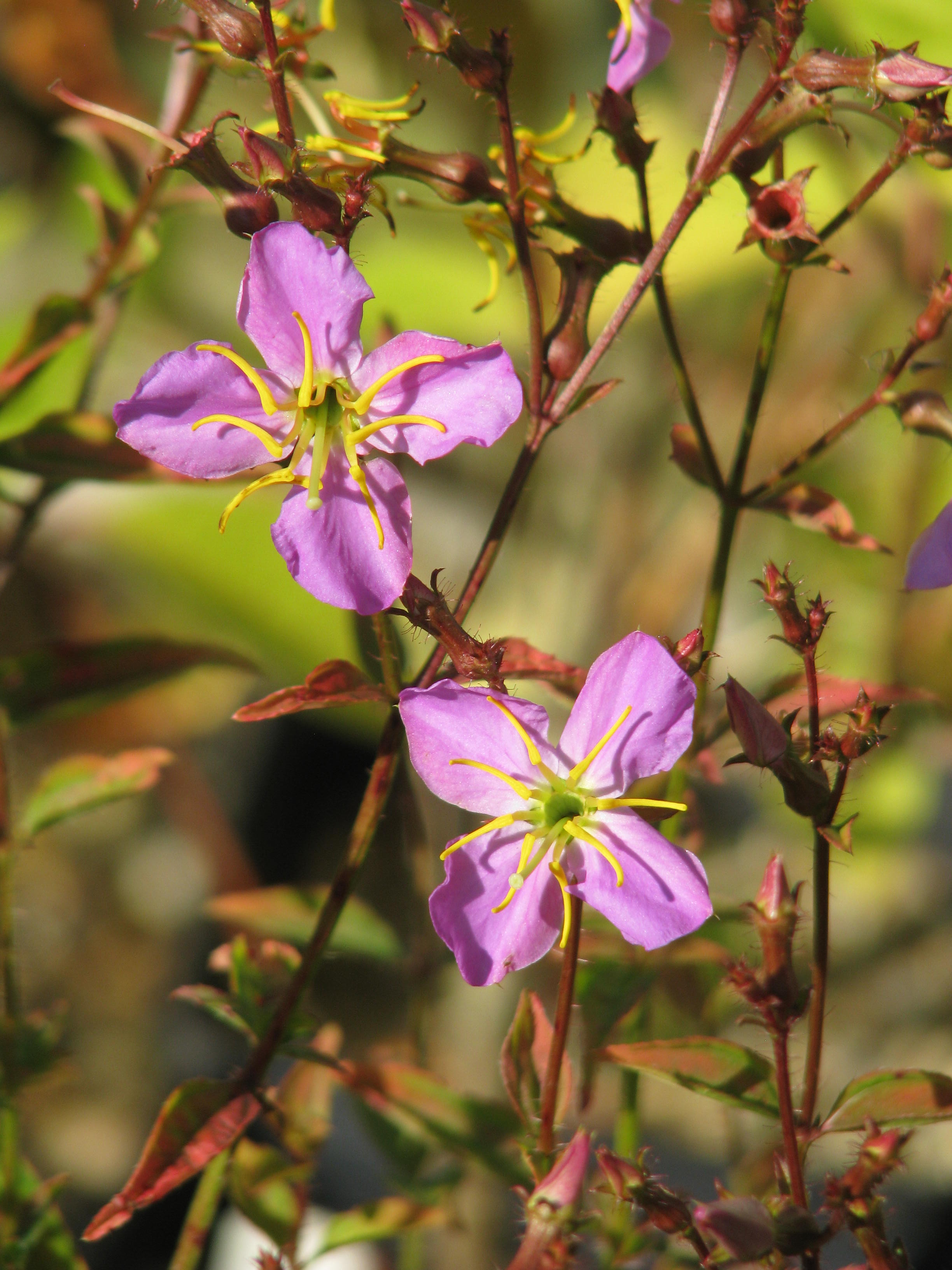
Rhexia mariana

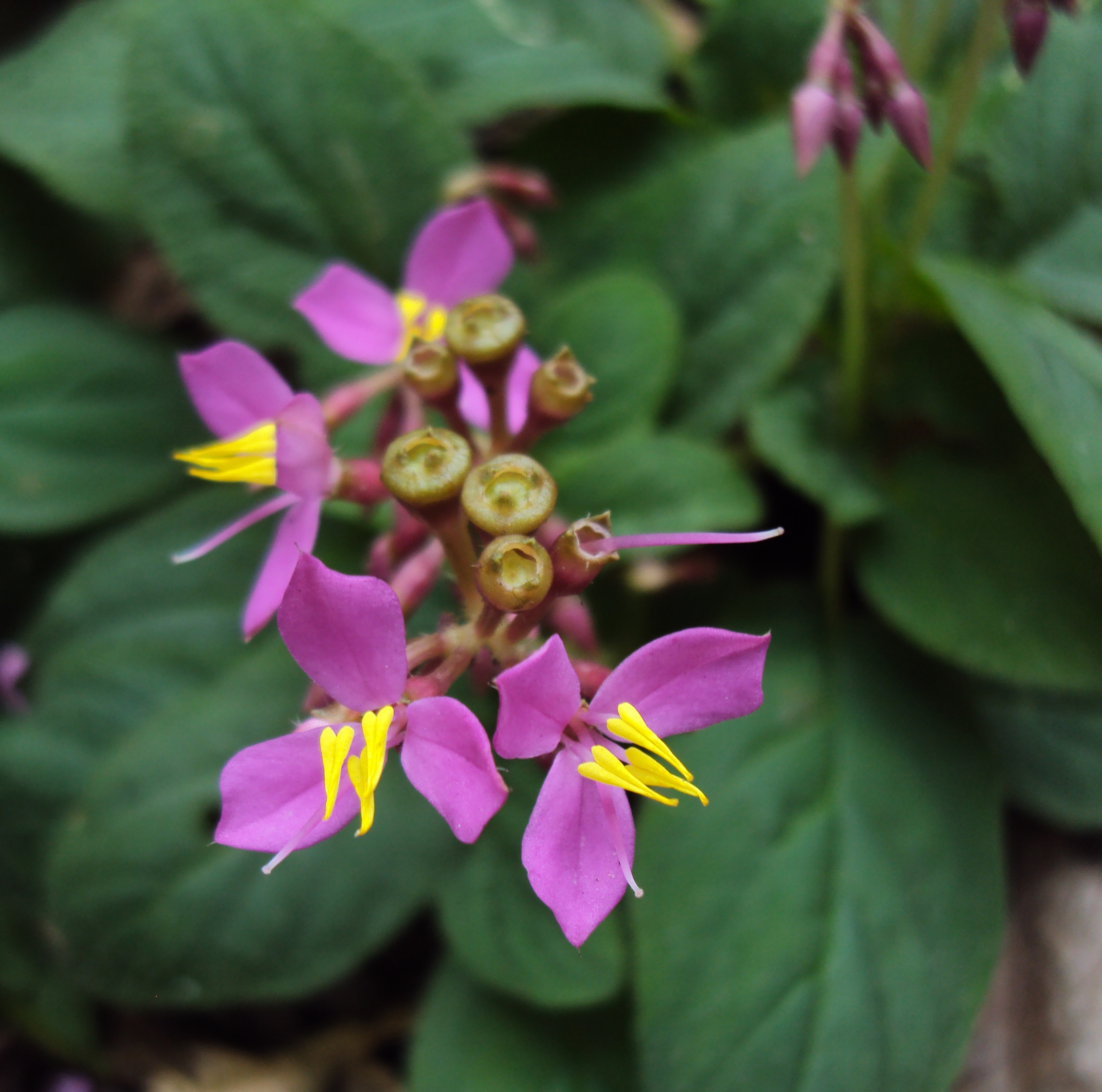
Sonerila rheedei

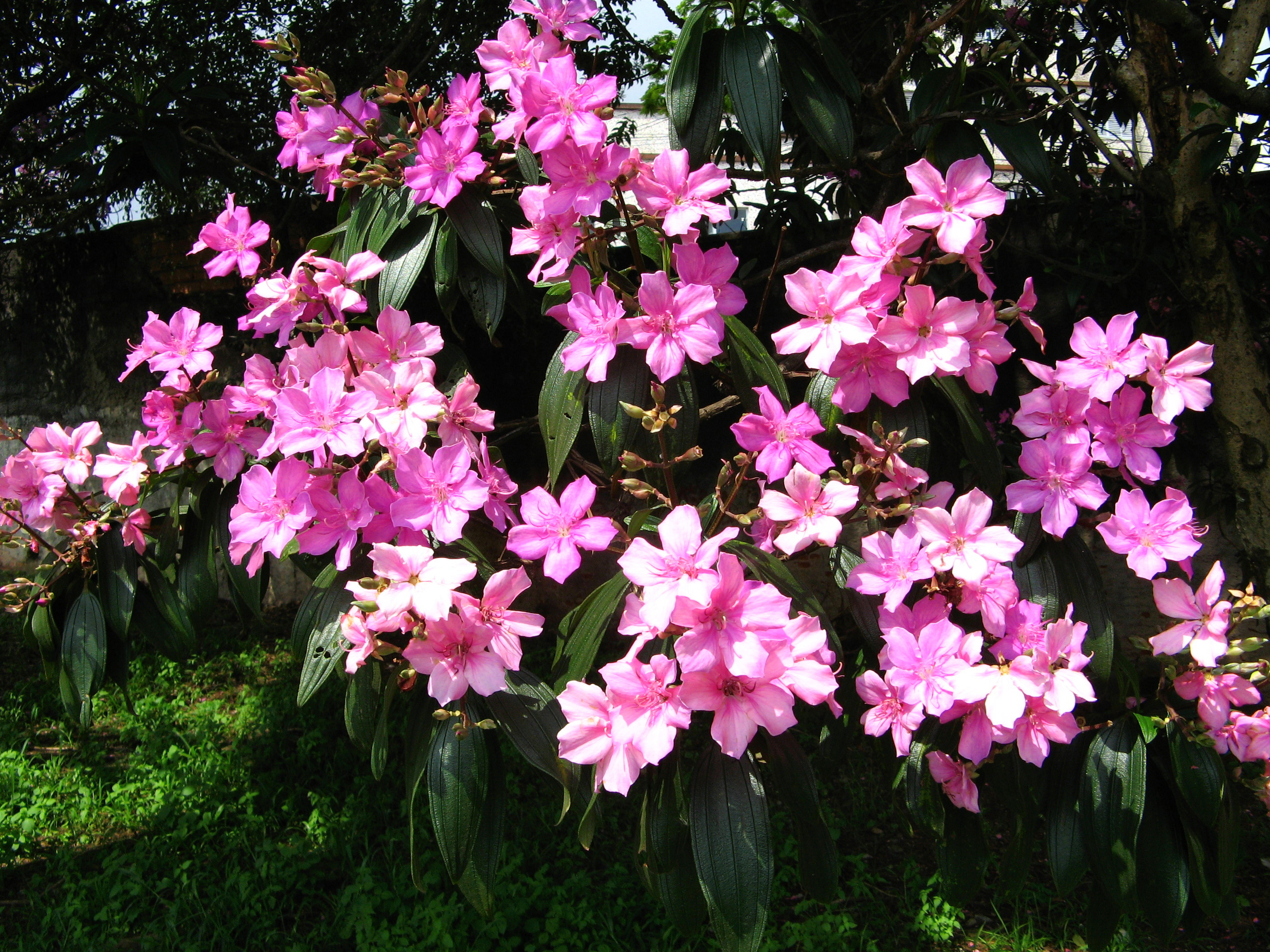
Tibouchina granulosa

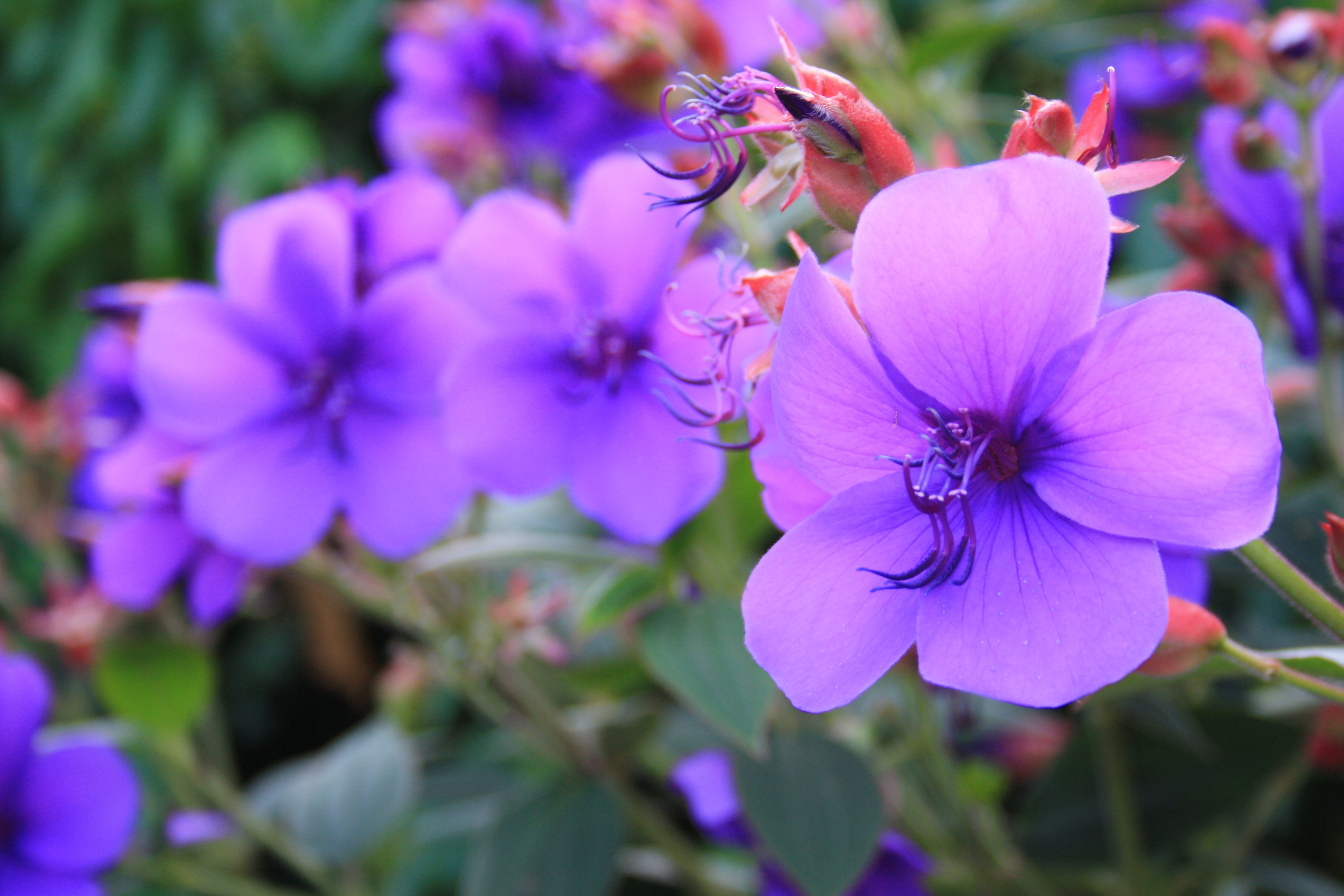
Tibouchina urvilleana

- Anaheterotis Veranso-Libalah & G. Kadereit
- Anerincleistus P. W. Korthals
- Antherotoma J. D. Hooker
- Appendicularia de Candolle
- Argyrella Naudin - Mel
- Arthrostemma Pavon ex D. Don
- Aschistanthera C. Hansen
- Astrocalyx Merrill
- Astronia Blume
- Astronidium A. Gray
- Axinaea Ruíz & Pavón
- Barthea J. D. Hooker
- Behuria Cham.
- Bellucia Rafinesque
- Benevidesia Saldanha & Cogn.
- Bertolonia Raddi – bertolonia[9]
- Bisglaziovia Cogn.
- Blakea P. Browne
- Blastus Lour.
- Boerlagea Cogn.
- Boyania Wurdack
- Brachyotum (DC.) Triana
- Brachypremna Gleason
- Brasilianthus Alemida & Michelangeli
- Bredia Blume
- Brittenia Cogn.
- Bucquetia DC.
- Cailliella Jacques-Félix
- Calvoa Hook. f.
- Cambessedesia DC.
- Campimia Ridl.
- Carionia Naudin
- Castratella Naudin
- Catanthera F. Muell.
- Catocoryne Hook. f.
- Centradenia G.Don – centradenia
- Centradeniastrum Cogn.
- Centronia D. Don
- Chaetolepis Miquel
- Chaetostoma DC.
- Chalybea Naudin
- Cincinnobotrys Gilg
- Comolia de Candolle
- Comoliopsis Wurdack
- Creochiton Blume
- Cryptophysa Standley et Macbride
- Cyanandrium Stapf
- Cyphotheca Diels
- Dalenia Korth.
- Desmoscelis Naudin
- Dicellandra Hook. f.
- Dicerospermum Bakhuizen f.
- Dicrananthera C. Presl
- Dinophora Bentham
- Dionycha Triana
- Dionychastrum A. Fernandes & R. Fernandes
- Diplarpea
- Diplectria (Blume) Rchb.
- Dissochaeta Blume
- Dissotidendron (A. Fernandes & R. Fernandes) Veranso-Libalah & G. Kadereit
- Dissotis Bentham
- Dolichoura Brade
- Driessenia Korth.
- Dupineta (Smith) Rafinesque
- Eisocreochiton Quisumbing et Merrill
- Ekmaniocharis Urb.
- Enaulophyton Steenis
- Eriocnema Naudin
- Ernestia de Candolle
- Feliciadamia Bullock
- Fordiophyton Stapf
- Fritzschia Chamisso
- Graffenrieda de Candolle
- Gravesia Naudin
- Guyonia Naudin
- Henriettea de Candolle
- Heterblemma (Blume) Cáncara-Leret et al.
- Heterocentron Hook. & Arn. – heterocentron[4]
- Heterotis Bentham
- Heterotrichum DC.
- Huberia DC.
- Hylocharis Miquel
- Hypenanthe (Blume) Blume
- Kadalia Rafinesque
- Kendrickia J. D. Hooker
- Kerriothyrsus C.Hansen
- Kirkbridea Wurdack
- Lavoisiera DC.
- Leiostegia Bentham
- Lithobium Bong.
- Loricalepis Brade
- Macairea de Candolle
- Macrocentrum Hook. f.
- Macrolenes Naudin
- Maguireanthus Wurdack
- Mallophyton Wurdack
- Marcetia de Candolle
- Medinilla de Candolle – medinilla
- Melastoma L.
- Melastomastrum Naudin
- Menendezia N. L. Britton
- Meriania Swartz
- Merianthera Kuhlm.
- Miconia Ruíz & Pavón
- Microlepis (DC.) Miq.
- Microlicia D.Don
- Mommsenia Urb. & Ekman
- Monochaetum (DC.) Naudin
- Monolena Triana
- Myrmidone C. F. P. Martius
- Neblinanthera Wurdack
- Neodriessenia M.P.Nayar
- Nepsera Naudin
- Nerophila Naudin
- Noterophila Martius
- Ochthephilus Wurdack
- Ochthocharis Blume
- Omphalopus Naudin
- Opisthocentra Hook. f.
- Oritrephes Ridl.
- Orthogoneuron Gilg
- Osbeckia L.
- Otanthera Blume
- Oxyspora DC.
- Pachycentria Blume
- Pachyloma DC.
- Pentossaea Blume
- Phainantha Gleason
- Phainanthe Gleason
- Phyllagathis Blume
- Pilocosta Almeda & Whiffin
- Plagiopetalum Rehder
- Plethiandra Hook f.
- Podocaelia (Benth.) A.Fern. & R.Fern.
- Pogonanthera Blume
- Poikilogyne Baker f.
- Poilannammia C. Hansen
- Poteranthera Bong.
- Preussiella Gilg
- Pseudodissochaeta M.P.Nayar
- Pseudoernestia (Cogniaux) Krasser
- Pseudosbeckia A. Fernandes & R. Fernandes
- Pternandra Jack - Mel-Kib
- Pterogastra
- Pterolepis (de Candolle) Miquel
- Quipuanthus Michelangeli & Ulloa
- Rhexia L.
- Rhodosepala Baker
- Rhynchanthera de Candolle
- Rostranthera Rocha & Guimarães
- Rousseauxia de Candolle
- Rupestrea Goldenberg et al.
- Salpinga Mart. ex DC.
- Sandemania Gleason
- Sarcopyramis Wall.
- Schwackaea Cogn.
- Scorpiothyrsus  H.L.Li
- Siphanthera de Candolle
- Sonerila Roxb.
- Sporoxeia W.W.Sm.
- Stanmarkia Almeda
- Stapfiophyton Hui-Lin Li
- Stenodon Naudin
- Stussenia C.Hansen
- Styrophyton S.Y.Hu
- Svitramia Cham.
- Tateanthus Gleason
- Tayloriophyton M.P.Nayar
- Tessmannianthus Markgr.
- Tetraphyllaster  Gilg
- Tibouchina Aublet
- Tibouchinopsis Markgr.
- Tigridiopalma C.Chen
- Trembleya DC.
- Trigynia Jacques-Félix
- Triolena Naudin
- Tristemma Jussieu
- Tryssophyton Wurdack
- Tylanthera C.Hansen
- Veprecella Naudin
- Vietsenia C.Hansen
- Wurdastom Wallnöfer